# Ministr dopravy Izraele
Ministr dopravy Izraele (hebrejsky שר התחבורה והבטיחות בדרכים‎, sar ha-tachbura ve-ha-betichut ba-drachim) je člen izraelské vlády, který stojí v čele ministerstva dopravy. Dosud byl ministr dopravy přítomen každé izraelské vládě. Od května 2020 je ministryní Miri Regev ze strany Likud.
Během své politické kariéry zastávali tento post tři premiéři (David Ben Gurion, Menachem Begin a Ariel Šaron) a tři prezidenti (Ezer Weizman, Moše Kacav a Šimon Peres).

## Seznam ministrů
| ministr             | strana                                          | vláda              | funkční období          | poznámka |
| ------------------- | ----------------------------------------------- | ------------------ | ----------------------- | -------- |
| David Remez         | Mapaj                                           | prozatímní, 1.     | 14.05.1948 – 01.11.1950 |          |
| Dov Josef           | Mapaj                                           | 2.                 | 01.11.1950 – 08.10.1951 |          |
| David Cvi Pinkas    | Mizrachi                                        | 3.                 | 08.10.1951 – 14.08.1952 | [ p 1 ]  |
| David Ben Gurion    | Mapaj                                           | 3.                 | 14.08.1952 – 24.12.1952 | [ p 2 ]  |
| Josef Serlin        | Všeobecní sionisté                              | 4.                 | 24.12.1952 – 29.12.1953 |          |
| Josef Sapir         | Všeobecní sionisté                              | 4., 5.             | 29.12.1953 – 29.06.1955 |          |
| Zalman Aran         | Mapaj                                           | 6.                 | 29.06.1955 – 03.11.1955 |          |
| Moše Karmel         | Achdut ha-avoda                                 | 7., 8.             | 03.11.1955 – 17.12.1959 | [ p 3 ]  |
| Jicchak Ben Aharon  | Achdut ha-avoda                                 | 9., 10.            | 17.12.1959 – 28.05.1962 |          |
| Jisra'el Bar Jehuda | Achdut ha-avoda                                 | 10., 11., 12.      | 28.05.1962 – 04.05.1965 | [ p 1 ]  |
| Moše Karmel         | Achdut ha-avoda/Ma'arach                        | 12., 13., 14.      | 30.05.1965 – 15.12.1969 | [ p 4 ]  |
| Ezer Weizman        | Ma'arach                                        | 15.                | 15.12.1969 – 06.08.1970 | [ p 5 ]  |
| Šimon Peres         | Ma'arach                                        | 15.                | 01.09.1970 – 10.03.1974 |          |
| Aharon Jariv        | Ma'arach                                        | 16.                | 10.03.1974 – 03.06.1974 |          |
| Gad Ja'akobi        | Ma'arach                                        | 17.                | 03.06.1974 – 20.06.1977 |          |
| Menachem Begin      | Likud                                           | 18.                | 20.06.1977 – 24.10.1977 | [ p 6 ]  |
| Me'ir Amit          | Demokratické hnutí za změnu                     | 18.                | 20.06.1977 – 15.09.1978 |          |
| Chajim Landau       | Likud                                           | 18.                | 15.01.1979 – 05.08.1981 | [ p 5 ]  |
| Chajim Korfu        | Likud                                           | 19., 20., 21., 22. | 05.08.1981 – 22.12.1988 |          |
| Moše Kacav          | Likud                                           | 23., 24            | 22.12.1988 – 13.07.1992 |          |
| Jisra'el Kesar      | Strana práce                                    | 25., 26.           | 13.07.1992 – 18.06.1996 |          |
| Jicchak Levy        | Národní náboženská strana                       | 27.                | 18.06.1996 – 25.02.1998 |          |
| Ša'ul Jahalom       | Národní náboženská strana                       | 27.                | 25.02.1998 – 06.07.1999 |          |
| Jicchak Mordechaj   | Strana středu                                   | 28.                | 06.07.1999 – 30.05.2000 |          |
| Amnon Lipkin-Šachak | Strana středu                                   | 28.                | 11.10.2000 – 07.03.2001 |          |
| Efrajim Sne         | Strana práce                                    | 29.                | 07.03.2001 – 02.11.2002 |          |
| Ariel Šaron         | Likud                                           | 29.                | 02.11.2002 – 15.12.2002 | [ p 6 ]  |
| Cachi Hanegbi       | Likud                                           | 29.                | 15.12.2002 – 28.02.2003 |          |
| Avigdor Lieberman   | Národní jednota                                 | 30.                | 28.02.2003 – 06.06.2004 |          |
| Me'ir Šítrit        | Likud                                           | 30.                | 31.08.2004 – 04.05.2006 |          |
| Šaul Mofaz          | Kadima                                          | 31.                | 04.05.2006 – 31.03.2009 |          |
| Jisra'el Kac        | Likud                                           | 32., 33., 34.      | 31.03.2009 – 23.06.2019 |          |
| Becal'el Smotrič    | Ichud miflegot ha-jamin, Jamina, Židovský domov | 34.                | 23.06.2019 – 17.05.2020 |          |
| Miri Regev          | Likud                                           | 35.                | 17.05.2020              |          |

## Seznam náměstků ministrů
| náměstek           | strana                                   | vláda | funkční období          | poznámka |
| ------------------ | ---------------------------------------- | ----- | ----------------------- | -------- |
| Re'uven Šeri       | Mapaj                                    | 2.    | 02.04.1951 – 08.10.1951 |          |
| Gad Ja'akovi       | Ma'arach                                 | 15.   | 02.11.1972 – 10.03.1974 |          |
| David Šifman       | Likud                                    | 19.   | 11.08.1981 – 18.10.1982 | [ p 1 ]  |
| Pinchas Goldstein  | Nová liberální strana                    | 24.   | 02.07.1990 – 20.11.1990 |          |
| Efrajim Gur        | Jednota pro mír a přistěhovalectví/Likud | 24.   | 20.11.1990 – 13.07.1992 |          |
| Avraham Jechezk'el | Strana práce                             | 29.   | 07.03.2001 – 02.11.2002 |          |
| Sofa Landver       | Strana práce                             | 29.   | 12.08.2002 – 02.11.2002 |          |
| Šmu'el Halpert     | Agudat Jisra'el                          | 30.   | 30.03.2005 – 04.05.2006 |          |
| Cipi Chotovely     | Likud                                    | 33.   | 18.03.2013 – 2015       |          |
| Uri Maklev         | Sjednocený judaismus Tóry                | 35.   | od 17.05.2020           |          |